# リタ・ガム
リタ・ガム（Rita Gam、1927年4月2日 - 2016年3月22日）は、アメリカ合衆国の女優、ドキュメンタリー映画監督。1962年に『No Exit』でベルリン国際映画祭女優賞を受賞した。

## 生涯
ピッツバーグの生まれ。出生名はリタ・エレノア・マッケイ（Rita Eleanore MacKay）。母ヴェラ（旧姓フェイタリー）はルーマニアの生まれ。父ミルトン・A・マッケイはアルザス＝ロレーヌ生まれだが両親はともにルーマニア人。
1931年、父が死に、母はユダヤ系ロシア人移民のベンジャミン・J・ガムと再婚する。
モデルを経て女優になる。ブロードウェイ（『There's a Girl in My Soup』『The Insect Comedy』『A Flag is Born』『A Temporary Island』など）、テレビに出演した後、映画界へ進出。
映画デビュー作はレイ・ミランド主演のフィルム・ノワール『The Thief』（1952年）。MGMと長期契約にサイン。1961年の『キング・オブ・キングス』ではヘロデヤを演じる。
1950年代から196年代にかけてCBSのクイズ番組『What's My Line』に解答者として時折出演した。
1962年、タッド・ダニエレブスキー監督の『No Exit』の演技で、ヴィヴェカ・リンドフォースとともにベルリン国際映画祭銀熊賞（女優賞）を受賞。
2003年、オフ・ブロードウェイの朗読劇『Wit & Wisdom』に出演。
『World of Film』『World of Beauty』といった紀行ドキュメンタリーも製作した。
私生活では、1949年に映画監督のシドニー・ルメットと結婚（1955年に離婚）。
グレース・ケリーとは親友で、彼女がモナコ公レーニエ3世との結婚式では花嫁の付添役をつとめた。その同じ年、リタは出版社社長トーマス・ギンズバーグと結婚するが、1963年に離婚。
2016年3月22日、カリフォルニア州ロサンゼルスのシダーズ・サイナイ医療センターで呼吸不全により死去。88歳だった。娘と息子の2子あり。

## 著書
- 『Actress to Actress』[12]
- 『Actors: A Celebration』[13][5]

## フィルモグラフィ

### 映画
- The Thief (1952)
- Saadia (1953)
- 夜の人々（英語版） Night People (1954)
- 異教徒の旗印（英語版） Sign of the Pagan (1954)
- 楽聖ワグナー（英語版） Magic Fire (1955)
- 大襲撃（英語版） Mohawk (1956)
- Sierra Baron (1958)
- 青い海岸（英語版） Wild Cats on the Beach (1959)
- ハンニバル Hannibal (1959)
- キング・オブ・キングス King of Kings (1961)
- Sinners Go to Hell (1962)
- コールガール Klute (1971)
- 新・ガンヒルの決斗 Shoot Out (1971)
- 男と女のあいだ（英語版） Such Good Friends (1971)
- The Gardener (1974)
- Law and Disorder (1974)
- Distortions (1987)
- ミッドナイト（英語版） Midnight (1989)
- Rowing Through (1996)
- Monaco (1997) ※短編、声の出演、遺作

### テレビ
- 原子力潜水艦シービュー号 (1964)
- ニューヨーク・パパ (1966)
- 署長マクミラン (1973)
- マニックス (1974)
- 追跡者（英語版） (1976)
- ロックフォードの事件メモ (1979)